# Salvador Carmona
José Salvador Carmona Álvarez (Cidade do México, 22 de agosto de 1975) é um ex-futebolista profissional mexicano, que jogava como lateral-direito.

## Carreira
Em sua carreira, iniciada em 1993, Carmona destacou-se atuando pelo Toluca, onde se profissionalizou aos 18 anos. Pelos Choriceros, foram 237 partidas e 17 gols marcados em 2 passagens. Ele ainda conquistou 6 títulos com a camisa do clube, com destaque para a Liga dos Campeões da CONCACAF em 2002–03.
Jogou ainda no Atlante, no Chivas Guadalajara e no Cruz Azul.

## Banimento pordoping
Em 4 de julho de 2005, Carmona foi punido com 1 ano de suspensão após o exame antidoping ter acusado a presença da substância proibida norandrosterona, juntamente com o zagueiro Aarón Galindo. A dupla, que integrava o elenco da Seleção Mexicana na Copa das Confederações, voltou para o país depois que a Federação Mexicana de Futebol pediu para que eles deixassem a Alemanha, sede da competição. A punição inviabilizou uma provável convocação para a Copa de 2006.
Porém, a Federação decidiu, em maio de 2007, que Carmona fosse banido para sempre do futebol depois que um novo exame antidoping flagrou a presença de estanozolol, a mesma substância que motivou, em 1993, a suspensão do ex-velocista canadense Ben Johnson.

## Seleção Mexicana
Pela Seleção Mexicana, o lateral-direito disputou 2 edições da Copa América, em 1999 e 2004, as Copas de 1998 e 2002, 3 edições da Copa Ouro da CONCACAF, onde foi bicampeão em 1998 e 2003, e 2 Copas das Confederações, em 1999 e 2005. Com a punição por doping, Carmona encerrou sua carreira internacional com 84 jogos disputados por La Tri, sem nenhum gol marcado.

## Títulos
Seleção Mexicana
- Copa das Confederações: 1999